# دوتزين كرويس
دوتزين كرويس (بالهولندية: Doutzen Kroes) هي ممثلة هولندية. من مواليد 23 يناير 1985 في قرية صغيرة قريبة من أمستردام تدعى أووسترمير (بالإنجليزية: Oostermeer)، بمقاطعة فرايزلاند بـهولندا.

## مسيرتها في التمثيل
دخلت «دوتزن» عالم التمثيل في نوفمبر من عام 2011؛ وبعيداً عن العمل شاركت دوتزن في منظمات خيرية عالمية مثل منظمة اليونيسيف ومنظمة غرينبيس والصندوق العالمي للحياة البرية وتسهم أيضا في منظمة Dance4life غير الربحية لتوعية الشباب في الوقاية من مرض الإيدز. وهي عضو في مجلس مصممي الأزياء.

## الحياة الشخصية
تزوجت «دوتزن» بمنسق الأغاني الهولندي (DJ) «سونيري جيمس» منذ نوفمبر 2010 كما أنها أم لطفلين الصبي «فيلون» والطفلة «ميلينا».
خلال جائحة فيروس كورونا, نشرت دوتزن نظريات حول مرض فيروس كورونا 2019 والتطعيمات.  في شهر سبتمبر عام 2021، اثارت دوتزن جدل حول موقفها  المناهض للقاحات، ووجهة نظرها بخصوص ذلك على إنستاغرام، حيث صرحت بأنه "ولا أي شخص يملك الحق ليجبرها على التطعيم" وقد كانت تقصد لقاح كوفيد-19 تحديدا. في شهر نوفمبر عام 2021, نشرت دوتزن مقطع فيديو على حسابها في إنستاغرام حيث صرحت ان لقاحات كوفيد-19 هي جزء من مخطط اقيم على يد
مجموعة من "عبدة الشيطان" من أجل "تخفيض عدد السكان حول العالم".

## روابط خارجية
- دوتزين كرويس على موقع IMDb (الإنجليزية)
- دوتزين كرويس على موقع ألو سيني (الفرنسية)
- دوتزين كرويس على موقع قاعدة بيانات الفيلم (الإنجليزية)
- دوتزين كرويس على موقع دليل عارضات الأزياء (الإنجليزية)